# Операция «Молот викинга»
Операция «Молот викинга» (Viking Hammer) (28 — 30 марта 2003) — операция в северном Ираке, проводимая в рамках американского вторжения в Ирак и состоявшая в вытеснении террористов группировки Ансар аль-Ислам, занявших часть Иракского Курдистана.

## Предыстория
Ансар аль-Ислам, исламистская террористическая организация, впервые появилась в Иракском Курдистане в декабре 2001 года и была составлена из курдских призывников и арабских ветеранов войны в Афганистане. С 2001 по 2003 год они боролись против курдских сил в северном Ираке, захватив анклав вокруг города Халабджа. ЦРУ подозревал Ансар аль-Ислам в изготовлении химического оружия, в частности яда рицина на заводе в городе Саргат.
Помимо Ансар аль-Ислам в регионе действовали ещё по крайней мере две группировки курдских исламских боевиков, но они в итоге присоединились к Ансар аль-Ислам.
После отказа Турции пропустить 4-ю пехотную дивизию США через свою границы бремя противодействия исламистам на севере Ирака легло на сотрудников ЦРУ и американских десантников ССО Армии США, высадившихся в регионе, и курдских ополченцев («Пешмерга»), собранных Патриотическим союзом Курдистана (ПСК) и Курдской демократической партией (КДП). Перед началом атаки против режима Саддама Хусейна на юге коалиционные силы должны были прежде всего уничтожить анклав Ансар аль-Ислам в целях обеспечения курдских тылов и их поддержки вторжения.

## Ход сражения
Бойцы Ансар аль-Ислам обустроили позиции в горах, что открывало им вид на окружающие районы, но делало уязвимыми для ударов с воздуха. 21 марта курды провели ракетные удары против позиций Ансар аль-Ислам. Американцы первоначально планировали начать штурм сразу после воздушных ударов, но большинство американских сил к тому времени ещё не заняли своих позиций. После концентрации сил дата нападения была установлена на 28 марта. План предусматривал четыре группы курдских солдат в сопровождении американского спецназа и офицеров ЦРУ. Накануне сражения группировка Исламский Курдистан, союзник Ансар аль-Ислам, капитулировала, потеряв 100 человек убитыми в ходе ударов 21 марта.
Атака с юга утром 28 марта была встречена мощным огнём со стороны защитников Ансар аль-Ислам. Тогда американцы запросили поддержку с воздуха, и в результате авиаударов позиции исламистов были разгромлены. Курды преследовали боевиков их и захватили Халабджу с марша. Большинство бойцов Ансара отступили к городу Саргат. Достигнув Саргата, курды и американцы попали под трехчасовой миномётный и пулемётный огонь. Не имея возможности запросить поддержку авиации из-за блокирования рельефом местности радиосигналов, спецназовцы использовали крупнокалиберную снайперскую винтовку Barrett M82 для уничтожения пулемётных расчетов противника, а курды подтащили артиллерию. Сочетание артиллерийской поддержки и точной снайперского огня отогнали бойцов Ансар аль-Ислам от города. Преследуя боевиков в горах, американцы и курды вновь попали под пулемётный огонь и были вынуждены взвать авиаподкрепление, чтобы к ночи добиться окончания боя.
На следующий день американцы и курды теснили силы Ансар аль-Ислам дальше в горы, к иранской границе. Многие боевики пытались бежать через границу, но были арестованы иранцами. Часть из них были отправлены обратно через границу, а затем захвачены курдскими силами. Тем не менее, курдские источники утверждают, что многие боевики Ансар аль-Ислам были на самом деле подготовлены Ираном.

## Последствия
В ходе операции было ликвидировано присутствие Ансар аль-Ислам в северном Ираке, что позволило курдским подразделениям вступить в борьбу против иракских войск в регионе.
Американские разведчики осмотрели химический завод в Саргате и обнаружили следы рицина в развалинах, а также хлорида калия. Они также обнаружили костюмы химзащиты, атропин и руководства по изготовлению химического оружия.
Ансар аль-Ислам позже возродится в качестве группы, участвующей в иракском повстанческом движении, но уже не достигнет былого влияния.